# 呂東
呂 東（りょ とう、lǚ Dōng  、1915年 - 2002年5月8日）は中華人民共和国の政治家。国家経済改革委員会主任などを務めた。
1935年に東北大学入学、翌1936年に北京大学に転入し、学生運動に参加。1937年10月に中国共産党入党。日中戦争後には瀋陽市党委書記、遼寧省政府秘書長、遼東分極財務委員回復初期などを歴任。1948年11月に東北工業部第一副部長。1952年8月からは重工業部副部長に転任し、日常業務を担当。1956年5月より冶金工業部常務副部長、部長。
文化大革命では4年間に渡って獄中生活を余儀なくされる。四人組が逮捕された1977年に第三機械工業部長（後に航空工業部）として復活し、1980年から国務院機械工業委員会第一副主任。
1982年1月に国家経済委員会が成立すると常務副主任、党組副書記。1984年からは主任、党組書記に昇格する。1950年代から目を掛けていた朱鎔基を党組副書記に抜擢。呂東が1952年に東北人民政府から北京に移ったのと同時に、朱鎔基を呼び寄せて国家計画委員会に推薦している。
2004年3月8日、北京で病死。
第10期、11期中央委員。第1期、第5期、第6期全国人民代表大会代表、中国人民政治協商会議第4期全国委員会委員。